# Jerzy Gizella
Jerzy Gizella (ur. 23 stycznia 1949 w Krakowie) – polski poeta, krytyk literacki, tłumacz.

## Życiorys
Syn prawnika Edmunda Gizelli i Janiny z Błaszkiewiczów. W latach 1963–1967 uczęszczał do V LO w Krakowie. Absolwent filologii polskiej (1973), doktor nauk humanistycznych (studia doktoranckie z zakresu psychologii) Uniwersytetu Jagiellońskiego. W latach 1982–1986 pracownik naukowy w Zakładzie Psychologii Ogólnej Instytutu Psychologii UJ. W 1986 wyjechał do Francji, a w 1987 wyemigrował do Stanów Zjednoczonych. Od 2004, po powrocie do Krakowa, jest wykładowcą psychologii na Wydziale Nauk o Rodzinie i na Wydziale Zdrowia i Nauk Medycznych w Krakowskiej Akademii im. Andrzeja Frycza Modrzewskiego.
Jako poeta debiutował w 1969 na łamach katowickiego pisma „Poglądy”. W 1972 jego wiersze ukazały się w wydanym w Krakowie almanachu Tylicz. Był współtwórcą i pomysłodawcą nazwy grupy poetyckiej „Tylicz”. Po studiach pracował w popularnym dzienniku popołudniowym „Echo Krakowa”, a na emigracji współpracował z miesięcznikiem „Kontakt” (Paryż), „List Oceaniczny” (Toronto), „Przegląd Polski” – dodatek kulturalny „Nowego Dziennika” (Nowy Jork). Jego teksty można przeczytać na łamach sopockiego „Toposu”, warszawskich „Nowych Książek”. Swoje wiersze wielokrotnie drukował na łamach miesięcznika „Twórczości”.
Jest członkiem Stowarzyszeniem Pisarzy Polskich.

## Publikacje książkowe
- Obustronne milczenie (1977)
- Gorzko (1979)
- Szkoła winowajców (1980)
- Wiersze wybrane (1997)
- Sąsiad marnotrawny (1998)
- Wpadanie (1999)
- Nocna straż (2001)
- Odrywanie Ameryki (2001)
- Weterani wojny trojańskiej (2002)
- Pisarze i kopiści: z notatnika recenzenta (2003)
- Pożegnanie z uproszczeniami: recenzje i szkice (2003)